# 杭州少年儿童图书馆
杭州少年儿童图书馆（简称杭州少图，又称杭州少儿图书馆）是一家位于中华人民共和国浙江省杭州市的一家公共图书馆，隶属于杭州市文化局，是文化和旅游部评定的国家一级图书馆。成立于1982年1月16日，前身为1928年成立的浙江图书馆新民分馆儿童阅览室。主馆舍新馆位于西湖区曙光路75号，于1997年12月31日奠基，自1999年6月1日起开馆。占地面积5482平方米。2019年7月16日，于上城区南宋御街成立“尚善之家”分馆。

## 历史沿革
前身是创办于1928年浙江图书馆新民分馆儿童阅览室。当时订有6种儿童杂志，藏书1326册，有阅览座位20个。1936年，扩大到可容百人阅览、藏书8000册的规模。1954年改称浙江图书馆儿童阅览室。1963年7月，少儿阅览室划归到杭州图书馆，更名为杭州图书馆儿童分馆。1982年1月单独建制，定名为杭州少年儿童图书馆，隶属于杭州市文化局。当时有藏书7万余册。位于杭州市解放路85号。建筑面积991平方米，其中书库201平方米，阅览室150平方米、座位100个，有视听设备及1辆图书流通车。1999年6月1日，主馆舍迁至西湖区曙光路75号。
2005年，与美国明德图书馆基金会合作，成立了浙江省首家公益性少儿英文图书馆明德英文图书馆。2018年5月14日，被文化和旅游部评为国家一级图书馆。2019年7月16日，与上城区民政局在南宋御街合作成立“尚善之家”分馆。

## 馆舍

### 主馆舍
位于曙光路的新馆舍于1997年12月31日奠基，自1999年6月1日起开馆。占地面积5482平方米。2010年5月，主馆舍开始翻修，于2012年12月再次开放，成立低幼部，开始向0-6岁学龄前儿童提供服务。
| 楼层     | 地点 | 区域名称     | 所藏文献                                     | 开放时间                                                                             |
| -------- | ---- | ------------ | -------------------------------------------- | ------------------------------------------------------------------------------------ |
| 一楼     | 东侧 | 低幼图书区   | 玩具、绘本、亲子读物、幼儿教育类及其他图书   | 9:00-17:00（周一闭馆）                                                               |
| 一楼     | 西侧 | 儿童图书区   | 动漫、艺术、教育、自科、拼音读物、社科类图书 | 12:30-20:00（周一闭馆） 节假日开放时间（含春秋假、 寒暑假）： 9:00-20:00（周一闭馆） |
| 二楼     | 西侧 | 儿童图书区   | 中外文学图书                                 | 12:30-20:00（周一闭馆） 节假日开放时间（含春秋假、 寒暑假）： 9:00-20:00（周一闭馆） |
| 二楼     | 东侧 | 少年图书区   | 适合该年龄段阅读的图书                       | 12:30-20:00（周一闭馆） 节假日开放时间（含春秋假、 寒暑假）： 9:00-20:00（周一闭馆） |
| 二楼     | 东侧 | 少年图书区   | 明德英语原版图书                             | 12:30-20:00（周一闭馆） 节假日开放时间（含春秋假、 寒暑假）： 9:00-20:00（周一闭馆） |
| 三楼     | 东侧 | 多功能报告厅 |                                              | 12:30-20:00（周一闭馆） 节假日开放时间（含春秋假、 寒暑假）： 9:00-20:00（周一闭馆） |
|          | 西侧 | 创意体验中心 |                                              | 12:30-20:00（周一闭馆） 节假日开放时间（含春秋假、 寒暑假）： 9:00-20:00（周一闭馆） |
| 地下一楼 | 东侧 | 多媒体视听区 | 多媒体光盘                                   | 12:30-20:00（周一闭馆） 节假日开放时间（含春秋假、 寒暑假）： 9:00-20:00（周一闭馆） |
| 地下一楼 | 东侧 | 家长学习区   | 儿童保健、家庭教育及教育理论类图书           | 12:30-20:00（周一闭馆） 节假日开放时间（含春秋假、 寒暑假）： 9:00-20:00（周一闭馆） |

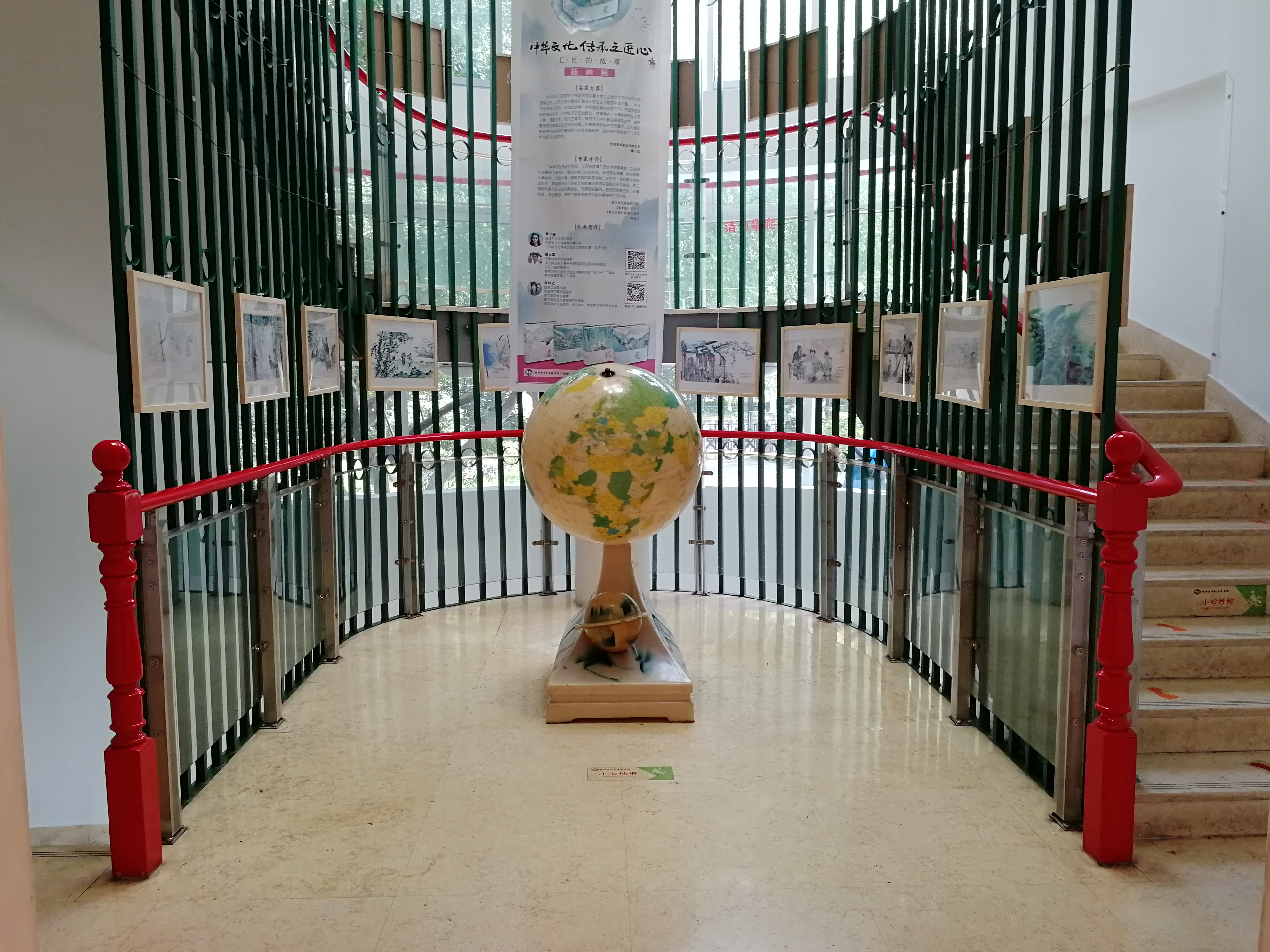
楼梯入口
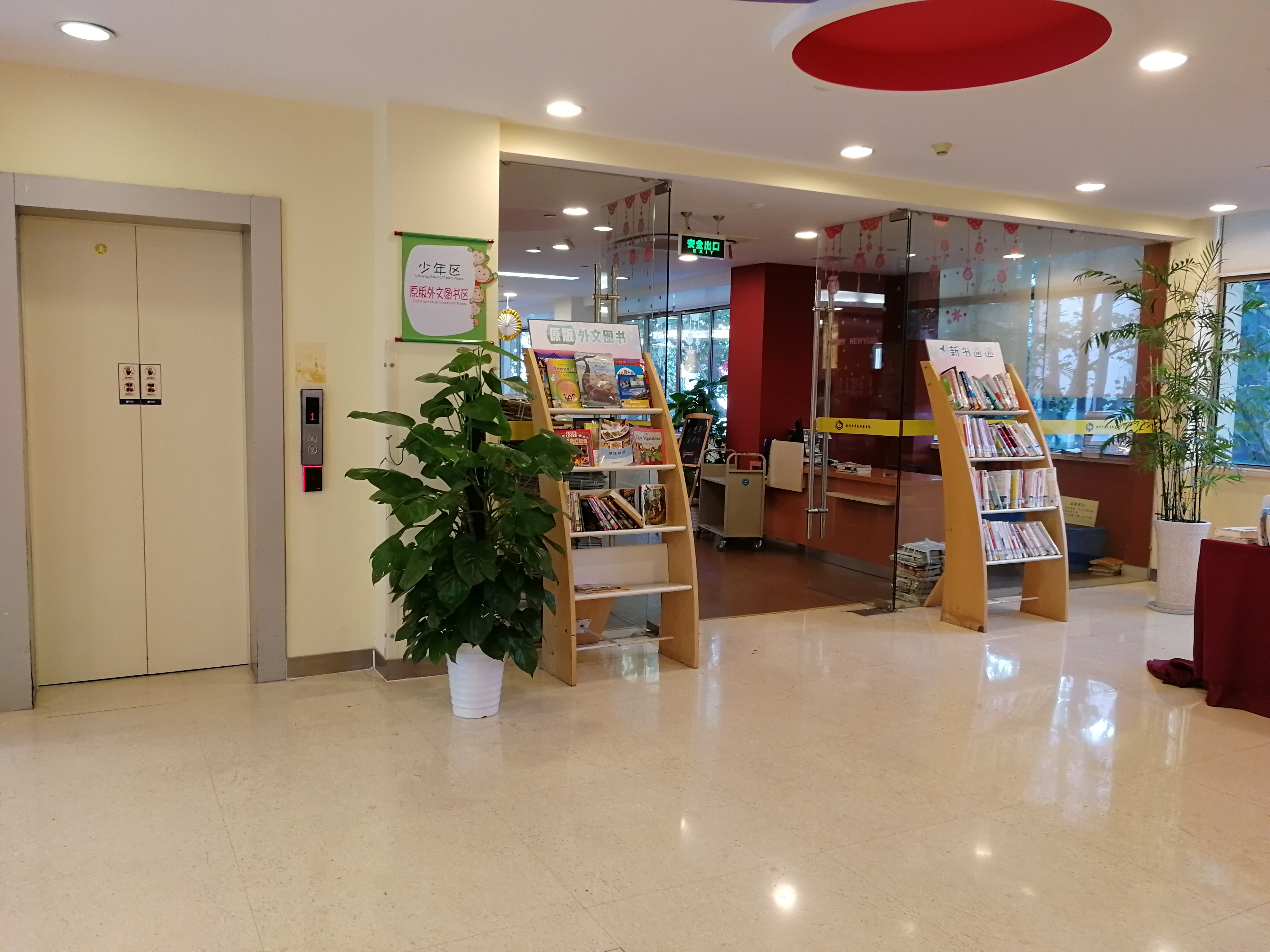
二楼西侧入口
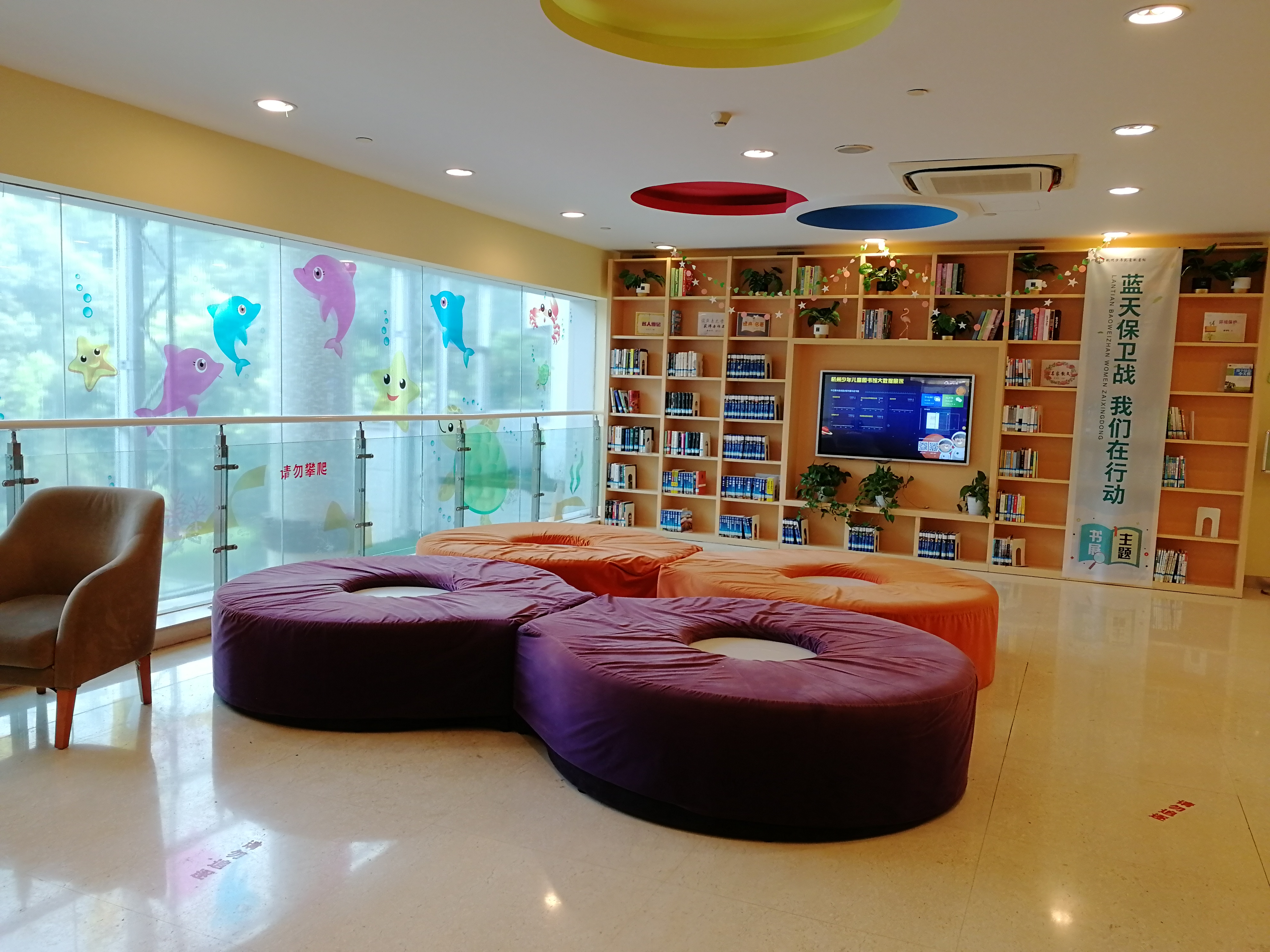
二楼大厅
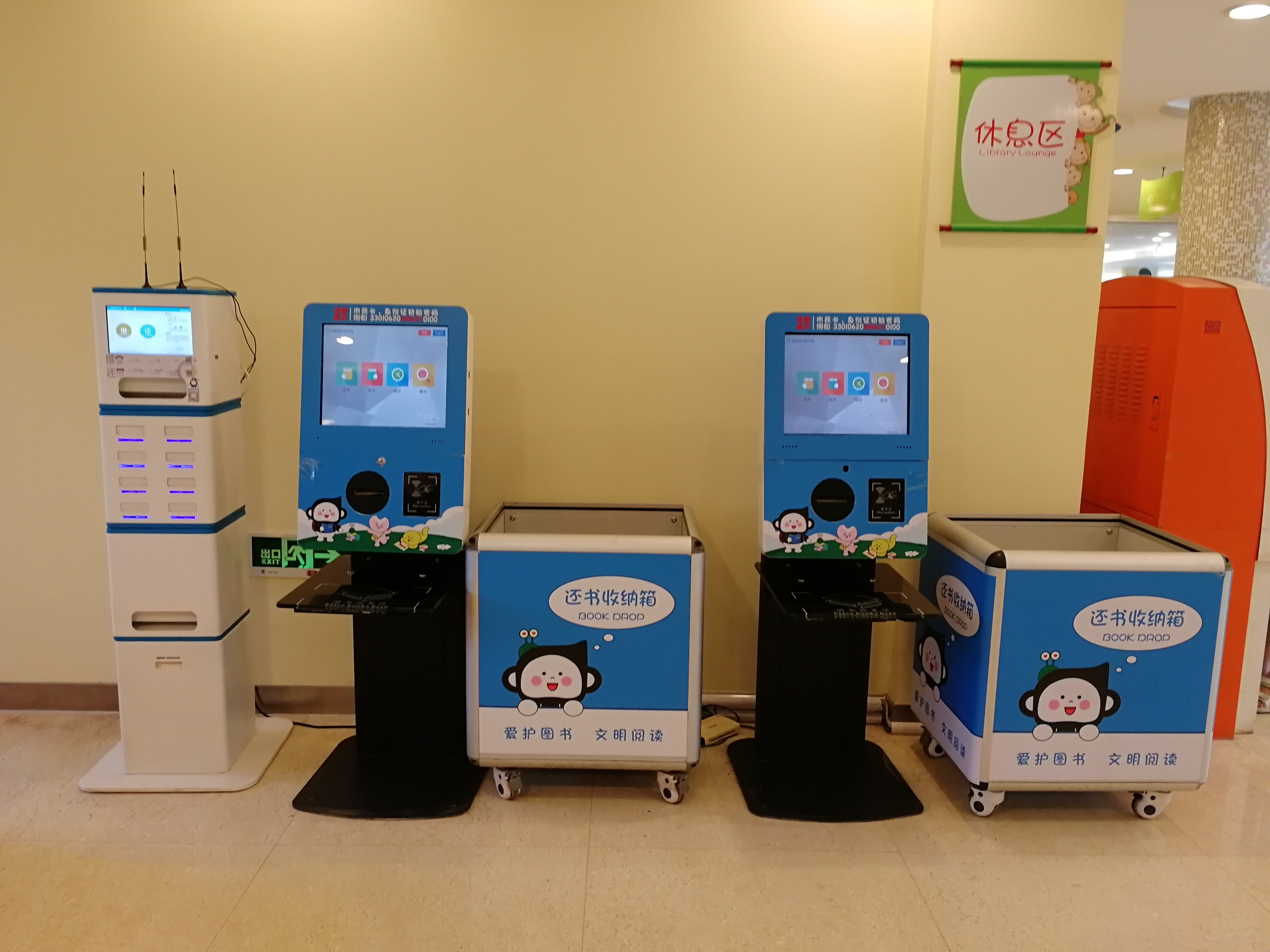
二楼自助还书处
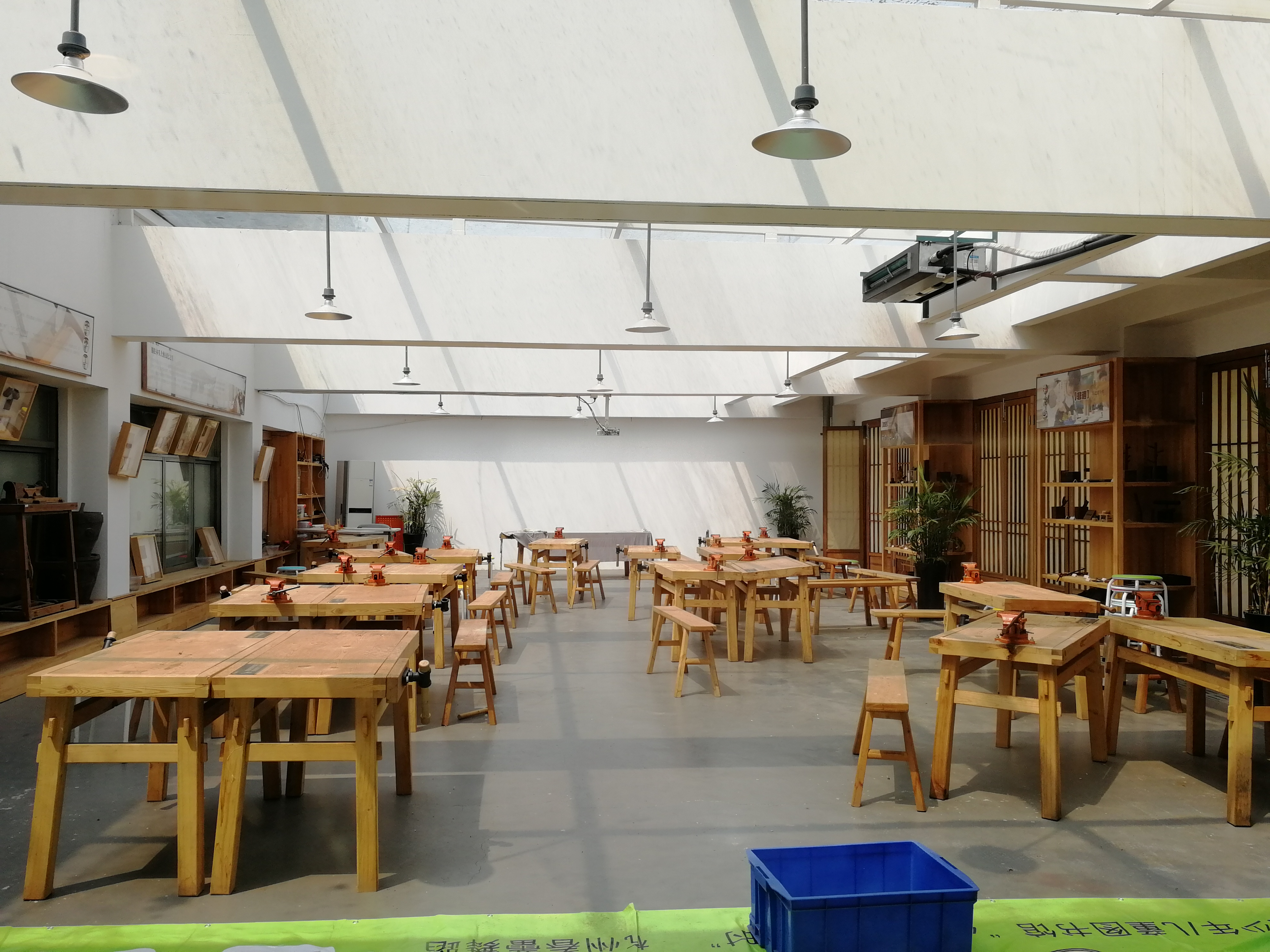
三楼体验活动室

### “尚善之家”分馆
位于中山中路22-26号，面积432平方米，有3000余册图书可借阅。一楼有小型文化沙龙、休闲餐饮、展览展示；二楼有阅读书画、互动体验、党建引领等动态活动。

## 馆务

### 馆务概况
馆藏37万余册图书。2016年，馆内从业人数共46人。2016年一年内，接待到馆读者581586人次，借阅文献1217471册；举办各类活动679场，89099人参加。
主馆舍自搬迁至曙光路现址起，图书的分类方法由中小型分类法改为中国图书馆图书分类法。
每个月推出“百种新书推荐书目”“图书借阅排行榜”，设立新书专架，主题性专题阅览。重视绘本阅读，设立“国内外绘本”专架，集中原先分布在各国文学类书架的绘本。

### 借阅信息
杭州市民卡、已办有市民卡的二代身份证自动开通借书功能。芝麻信用550分以上支付宝帐户也可以扫码借书。每证可借20册/件文献，图书借期为40天，视听文献为14天。2019年4月23日起，借书超期不再产生逾期费。
主馆舍和“尚善之家”分馆的图书都可以在杭州公共图书馆系统内通借通还。

### 社会服务
杭州少年儿童图书馆多次组织读书读报活动，开展各类、各个年龄阶段的兴趣小组和智力开发培训班，曾开展书籍以旧换新、爱心义卖等活动，举办“小候鸟”（外来务工者子女）、音乐等公益夏令营。2012年，与浙江省文学志愿者中心合作成立“浙江省文学志愿者服务基地”。
2016年11月发起悦读快车项目。悦读快车是一个可移动的小型图书馆，有近6000册图书，每周固定前往多所学校，使得偏远学校的学生便捷地借阅图书。
截至2018年底，杭州少年儿童图书馆已在幼儿园、中小学和社区建立社会教育相关网点共66家。